# Ye Guangfu
Ye Guangfu (chinois : 叶光富), né à Chengdu en 1980, est un astronaute chinois.
En mai 2009, la sélection du deuxième lot d'astronautes chinois a été entièrement lancée. En 2010, 5 hommes astronautes et 2 femmes astronautes ont été sélectionnés parmi les pilotes actifs de la Force aérienne chinoise de l'Armée populaire de libération, et Ye Guangfu est devenu l'un d'entre eux. En 2014, il obtient la qualification de vol spatial habité et devient par la suite astronaute de troisième classe.

## Coopération sino-européenne
Depuis janvier 2013, le Centre chinois de recherche et de formation des astronautes a commencé à fournir un soutien à la formation des astronautes du Centre européen des astronautes, et les deux parties ont mené des projets de coopération.
Dans ce cadre Ye Guangfu a participé à la mission CAVES de l'ESA en 2016.
En juillet 2017, les taïkonautes Chen Dong et Ye Guangfu et les astronautes de l'ESA Samantha Cristoforetti et Matthias Maurer ont participé à un entraînement de survie maritime commun en Chine. 

## Missions

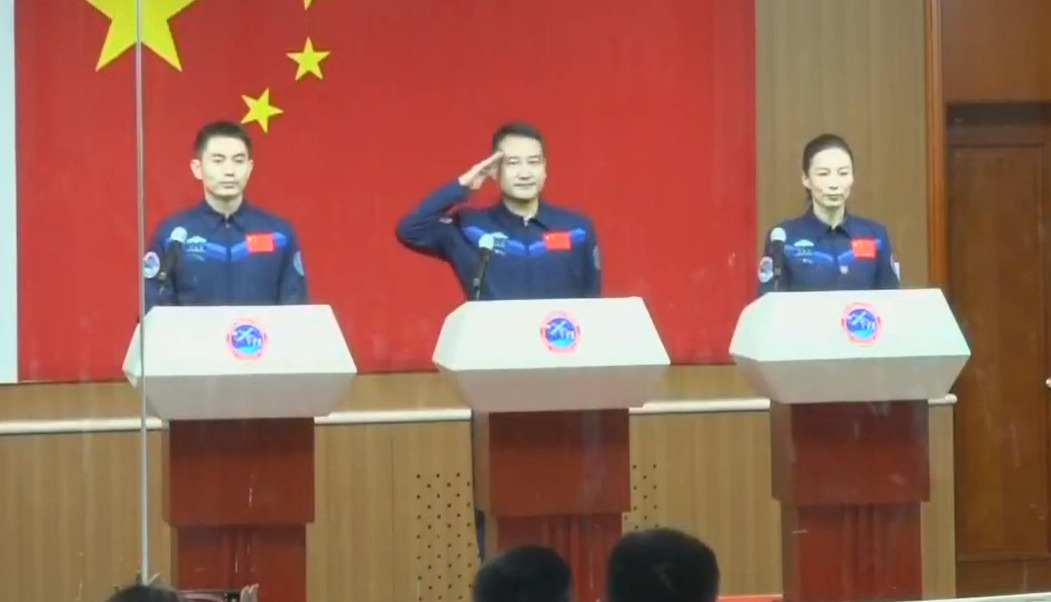
Photographie de l'équipage du vaisseau Shenzhou 13. Ye Guangfu se trouve à gauche.

Il est l'un des trois astronautes à bord du vaisseau Shenzhou 13 qui décolle le 15 octobre 2021 et s'amarre à la station spatiale chinoise.
Au cours de cette mission, il réalise une sortie extravéhiculaire avec son commandant Zhai Zhigang.